# Carsula brachyptera
Carsula brachyptera är en insektsart som beskrevs av Huang, C. och Wei Ying Hsia 1985. Carsula brachyptera ingår i släktet Carsula och familjen gräshoppor. Inga underarter finns listade i Catalogue of Life.